# Teorema di limitatezza
Il teorema di limitatezza è un teorema di analisi matematica che assume forme diverse a seconda del contesto, e afferma che un oggetto che ha un limite è necessariamente limitato. Si applica generalmente a successioni e funzioni.

## Successioni

### Enunciato
Il teorema di limitatezza per successioni di numeri reali afferma che
Una successione {\displaystyle (a_{n})_{n\in \mathbb {N} }} di numeri reali, convergente ad un limite finito {\displaystyle l}, è limitata, esiste cioè un numero reale {\displaystyle K} tale che {\displaystyle |a_{n}|\leq K} per ogni {\displaystyle n}.

### Dimostrazione
Dalla definizione di limite, prendendo {\displaystyle \epsilon =1}, si deduce che esiste un {\displaystyle N} tale che {\displaystyle a_{n}} è nell'intervallo limitato {\displaystyle [l-1,l+1]} per ogni {\displaystyle n>N}: quindi la sottosuccessione formata da tutti i termini {\displaystyle a_{n}} con {\displaystyle n>N} è limitata.
La successione completa {\displaystyle (a_{n})_{n\in \mathbb {N} }} è ottenuta da questa aggiungendo un numero finito di termini {\displaystyle a_{1},\ldots ,a_{N}}, e quindi è anch'essa limitata. Concretamente, {\displaystyle K} si ottiene come
{\displaystyle K=\max\{|a_{1}|,\ldots ,|a_{N}|,|l-1|,|l+1|\}.}

## Funzioni

### Enunciato
Il teorema di limitatezza per funzioni, solitamente chiamato teorema di limitatezza locale, afferma che
Sia {\displaystyle f:X\to \mathbb {R} } una funzione definita su un aperto {\displaystyle X} dei numeri reali che ha un limite finito in un punto {\displaystyle x_{0}} di accumulazione per {\displaystyle X}.
Allora esiste un intorno {\displaystyle U} di {\displaystyle x_{0}} tale che {\displaystyle f(U\cap X)} è un insieme limitato di {\displaystyle \mathbb {R} }. Esiste cioè un numero {\displaystyle K>0} tale che il valore assoluto {\displaystyle |f(x)|<K} per ogni {\displaystyle x} in {\displaystyle U\cap X}.